# Huhtisaari (ö i Birkaland, Tammerfors, lat 61,81, long 23,69)
Huhtisaari är en halvö i Finland. Den ligger i sjön Jakama och i kommunen Ylöjärvi i den ekonomiska regionen Tammerfors och landskapet Birkaland, i den södra delen av landet, 190 km norr om huvudstaden Helsingfors.